# Carl Eric Ersson
Carl Eric Ersson (i riksdagen kallad Ersson i Surssa), född 5 maj 1827 i Överselö församling, Södermanlands län, död där 25 januari 1887, var en svensk hemmansägare och politiker. Han var ledamot av riksdagens andra kammare.